# Judith Hoag
Judith Hoag (29 de junho de 1968) é uma atriz e professora americana. Ficou conhecida por interpretar April O'Neil no primeiro filme das Tartarugas Ninja, em 1990. Ela também co-estrelou o filme original Disney Channel (DCOM) Halloweentown filmes.

## Biografia

### Juventude
Hoag nasceu Newburyport, Massachusetts. Ela começou a fazer teatro em um pequeno teatro em sua cidade natal. Ela tinha apenas 13 anos quando ela começou a faltar às aulas para ir sair no teatro, e posteriormente foi matriculado em uma privada Performing Arts High School em Natick, Massachusetts, chamado Walnut Hill School.

### Carreira
Hoag mudou-se para Cambridge, Massachusetts, onde ela se envolveu no teatro local, e mais tarde para Nova York, onde cerca de um mês após sua chegada, ela foi abordada por um dramaturgo sobre fazer o seu novo jogo The Times & Appetites de Toulouse Lautrec. Pouco tempo depois ela foi oferecida por parte dos Lotty Bates na novela Loving.
Seu contrato terminou depois de um ano e meio. Em seguida, ela decidiu tentar comerciais. Que provou ser um esforço bem sucedido. Ela já fez dezenas de comerciais. Em seguida, ela atuou em seu primeiro filme, A Matter of Degrees, também estrelado por Tom Sizemore e Arye Gross. Seu próximo filme foi Cadillac Man, no qual ela co-estrelou com Robin Williams e Tim Robbins. Foi nessa época que ela leu para o filme Teenage Mutant Ninja Turtles. Ela começou a trabalhar bi-coastally em torno deste tempo e, finalmente, o trabalho em Los Angeles compensado o trabalho em Nova York, para que ela e seu marido, o ator Vince Grant, mudou-oeste. Então ela teve uma pequena participação no Armageddon 1998 blockbuster.
Hoag começou a disparar uma série de pilotos da televisão. Uma de suas peças favoritas foi no X-Files, onde foi quase devorado por uma mutantes canibais. Em seguida ela apareceu na série da HBO, Carnivale. Seu trabalho mais recente inclui o Disney Channel série de Halloweentown, onde joga-bruxa parte do tempo, em tempo integral mamãe Gwen Piper, que ajuda a combater as forças do mal. Ela trabalhou no piloto americano do Coração Selvagem com o cantor britânico Calvin Goldspink. No entanto em junho de 2007 sua parte foi reformulada, e ela deixará de ser parte do show ou a CW. Mais recentemente, Hoag jogado Cindy Dutton-Price no drama da HBO "Big Love. Ela também aparecerá como médico em 2010 o remake de A Nightmare on Elm Street.